# 広島県立福山明王台高等学校
広島県立福山明王台高等学校（ひろしまけんりつふくやまみょうおうだいこうとうがっこう）は、広島県福山市明王台に所在する公立の高等学校。

## 概要
歴史
1896年（明治29年）に私立の裁縫学校（女学校）として創立。1948年（昭和23年）の学制改革により新制高等学校となる。1975年（昭和50年）に県立移管された。現校名になったのは1988年（昭和63年）。
校名の由来
ちなみに明王台の地名は所在地の大規模住宅団地に命名されたものであり、その団地名は近くの芦田川畔にある古刹、国宝明王院にちなんで付けられている。
設置課程・学科
全日制課程 普通科
校訓
「親愛・自立・剛健」
姉妹校
- 台湾新北市立清水高級中学

## 沿革
- 1896年（明治29年）1月 - 増川ヒサにより深津郡三吉村（現：福山市旭町）に「私立翠栄舎」が創立される。
- 1904年（明治37年）4月 - 「私立裁縫女学校」に改称。
- 1913年（大正02年）3月 - 「私立増川裁縫女学校」と改称。
- 1924年（大正13年）3月 - 「私立増川実科女学校」と改称。
- 1925年（大正14年）4月 - 「広島県増川実科女学校」（私立）と改称。
- 1926年（大正15年）3月 - 「広島県増川高等女学校」（私立）に改称。従来の実科女学校を併設。
- 1937年（昭和12年）3月 - 財団法人増川学園および「広島県増川女子商業学校」が設立される。
- 1940年（昭和15年）3月 - 実科女学校に本科、研究科、教員養成科を設置。
- 1945年（昭和20年）8月 - 空襲により全校舎を消失。
- 1947年（昭和22年）4月 - 学制改革により「広島県増川女子中学校」（新制中学校）を併設。増川女学院が設立される。
- 1948年（昭和23年）4月 - 学制改革により「広島県増川高等学校」と改称。
- 1951年（昭和26年）1月 - 私立学校法の施行により、財団法人から学校法人増川学園に移行。
- 1958年（昭和33年）4月 - 普通科を設置。
- 1969年（昭和44年）4月 - 旭町校舎を閉鎖し、本庄町に全学科生徒を統合。
- 1975年（昭和50年）4月1日 - 県立移管により「広島県立北陽高等学校」に改称。この時点では女子校であった。
  - 設置者であった学校法人増川学園は同年に解散。併設されていた増川学園福山女子短期大学は前年に福山市に移管され、福山市立女子短期大学となった。
- 1977年（昭和52年）3月31日 - 商業科を廃止。
- 1988年（昭和63年）
  - 3月 - 現在地に校舎が完成し、移転を完了。
  - 4月1日 - 「広島県立福山明王台高等学校」（現校名）に改称。男女共学を開始。
    - 普通科に第9学区東部総合選抜制（市内3校[1]）を導入（1988年度（昭和63年度）入学者から）。家政科を生活科学科に改編。
- 1997年（平成09年）2月 - エレベーターを設置。
- 1998年（平成10年）4月 - 総合選抜制を廃止。単独選抜を開始（1998年度（平成10年度）入学者から）。生活科学科の募集を停止。
- 1999年（平成11年）3月 - 4号館（ゼミナール棟）が完成。
- 2000年（平成12年）3月31日 - 生活科学科を廃止。
- 2002年（平成14年）4月1日 - 2学期制を導入。ただし現在は3学期制に戻っている。
- 2006年（平成18年）3月1日 - 同窓会事務局が同窓会館2階に開設される。
- 2012年（平成24年）10月 - 台湾新北市立清水高級中学と姉妹校提携。

## 著名な出身者
- 内海慶一（作家・第一期入学生）
- 桜井弘規（RCC中国放送アナウンサー・第1期入学生）
- 大島衣恵（喜多流能楽師・第3期入学生）
- 喜多賢治（NHK山口放送局アナウンサー・第4期入学生）
- 樽木栄一郎（シンガーソングライター・第8期入学生）
- 内田好美（元サンフラワー・第15期入学生）
- 小林美佳（元サンフラワー・第16期入学生）

## アクセス
- 中国バス、トモテツバス「明王台センター」停留所 徒歩3分